# أجي-بي، نساء على مدار الساعة
أجي-بي، نساء على مدار الساعة (بالفرنسية: Aji-Bi: Les Femmes de l'Horloge)‏ هو فيلم وثائقي مغربي من إخراج رجاء الصديقي سنة 2015.

## القصة
يحكي الفيلم قصة مريم، مصففة الشعر التي تعمل بشوراع الدار البيضاء وتعيش ضمن مجتمع صغير من النساء السنغاليات اللواتي تقطعت بهنّ السبل في المدينة، مدفوعات بين الاستقرار في المغرب أو العبور لأوروبا. «آجي-أختي» هي صرخات مريم طوال النهار في محاولة لجذب انتباه الزبائن المحتملين من الإناث اللواتي يسرن في شوارع المدينة القديمة بالدار البيضاء، إذ تحاول مريم إيجاد سبل للبقاء على قيد الحياة في أوقات عصيبة تواجهها في المغرب.

## جوائز
فاز الفيلم بجائزتَي الجزيرة الوثائقية وأفضل إخراج في نهائيات مهرجان «أوروبا – الشرق للفيلم الوثائقي» الذي نظمته الجمعية المغربية للدراسات الإعلامية والأفلام الوثائقية في أصيلة شمال المغرب.

## روابط خارجية
- أجي-بي، نساء على مدار الساعة على موقع IMDb (الإنجليزية)